# Dicaelotus
Dicaelotus är ett släkte av steklar som beskrevs av Constantin Wesmael 1845.
Dicaelotus ingår i familjen brokparasitsteklar.

## Dottertaxa tillDicaelotus, i alfabetisk ordning[1][2]
- Dicaelotus albicinctus
- Dicaelotus andrei
- Dicaelotus attenuatus
- Dicaelotus auranticolor
- Dicaelotus cabrerai
- Dicaelotus cameroni
- Dicaelotus cariniscutis
- Dicaelotus chinensis
- Dicaelotus clypeatus
- Dicaelotus confutator
- Dicaelotus coriaceus
- Dicaelotus coxaecarinatus
- Dicaelotus crassifemur
- Dicaelotus decipiens
- Dicaelotus erythrogaster
- Dicaelotus erythrostoma
- Dicaelotus gaullei
- Dicaelotus gelechiae
- Dicaelotus gravis
- Dicaelotus inflexus
- Dicaelotus kriechenbaumeri
- Dicaelotus laevifrons
- Dicaelotus longulator
- Dicaelotus mandibulator
- Dicaelotus missouriensis
- Dicaelotus montanus
- Dicaelotus morosator
- Dicaelotus orbitalis
- Dicaelotus pacificus
- Dicaelotus parvulus
- Dicaelotus pentagonus
- Dicaelotus pici
- Dicaelotus pictus
- Dicaelotus pudibundus
- Dicaelotus pulex
- Dicaelotus pumilus
- Dicaelotus punctiventris
- Dicaelotus pusillator
- Dicaelotus pusillus
- Dicaelotus pyrenellator
- Dicaelotus resplendens
- Dicaelotus ruficornis
- Dicaelotus ruficoxatus
- Dicaelotus rufilimbatus
- Dicaelotus rufipes
- Dicaelotus rufiventris
- Dicaelotus rufoniger
- Dicaelotus schachti
- Dicaelotus signatus
- Dicaelotus sparsepunctatus
- Dicaelotus suspectus
- Dicaelotus trochanteratus